# レクイエム 最後の銃弾
『レクイエム 最後の銃弾』（れくいえむ さいごのじゅうだん、原題：掃毒、英語題：The White Storm）は、2013年に公開された香港のアクション・サスペンス・犯罪映画である。監督はベニー・チャン、主演はラウ・チンワン、ルイス・クー、ニック・チョンなど。
日本では2014年10月4日に公開。劇場公開時、映倫管理委員会よりR15指定を受けた。
2019年には続編的作品として『ホワイト・ストーム』（原題：掃毒2 天地對決、英語題：The White Storm 2: Drug Lords）が製作されたが、共通しているのは題材とテーマのみで、設定・登場人物・ストーリーなどの関連性は全くない。

## ストーリー
幼馴染で親友のティン（ラウ・チンワン）、チャウ（ルイス・クー）、ワイ（ニック・チョン）の3人は警察官となり、麻薬取締班として活躍している。そんな中、内偵のために警察の身分を隠し組織に入り込んでいたチャウは、タイの麻薬王、ブッダに近づくチャンスを得て3人はタイへ向かう。しかしブッダに潜入捜査と気づかれ、先に攻撃を仕掛けられてしまう。ティンはブッダの娘を人質にとり応戦するも、状況は芳しくない。そこでブッダが提案した案は「仲間の2人のうち1人を見捨てろ」。ティンは苦渋の決断ながら、ワイを見捨ててしまうのだった。やがて5年の月日が過ぎ、ティンは左遷され、チャウは出世街道を歩いていた。そんな中、新しい麻薬組織とブッダの組織の争いが起こった。5年前の復讐にティンとチャウは再び立ち上がる。取引先としてブッダたちが香港にやってくる。しかし姿を現したのは、死んだはずのワイだった。敵と味方になってしまった3人に非情な運命が待ち受ける。

## キャスト
※括弧内は日本語吹替
- マー・ホーティン - ラウ・チンワン（相沢まさき）
- ソー・ギンチャウ - ルイス・クー（宮内敦士）
- チョン・チーワイ - ニック・チョン（咲野俊介）
- ブッダ - ロー・ホイパン（山岸治雄）
- チャウの妻 - ヨランダ・ユアン（鷄冠井美智子）
- ハク - ベン・ラム（後藤ヒロキ）
- ボビー - ケン・ロー（烏丸祐一）
- ミナ - タリーチャダー・ペッチャラット（藤野泰子）
- ウォン・シュンイク - ン・ティンイップ（各務立基）
- エレイン・コン
- ホウ・ヨン
- ワン・ジーフェイ
- アレックス・フォン
- ヴィタヤ・パンスリンガム

## ソフトウェア
販売元はTCエンタテインメントでDVDとBlu-rayが販売された。
セル版Blu-rayの音声では、日本初となる香港映画のドルビーアトモスが収録となったのと同時に、ドルビーアトモスと96k Advancedの世界初セットで収録された。